# Euphorbia clivicola
Euphorbia clivicola là một loài thực vật có hoa trong họ Đại kích. Loài này được R.A.Dyer mô tả khoa học đầu tiên năm 1951.

## Hình ảnh

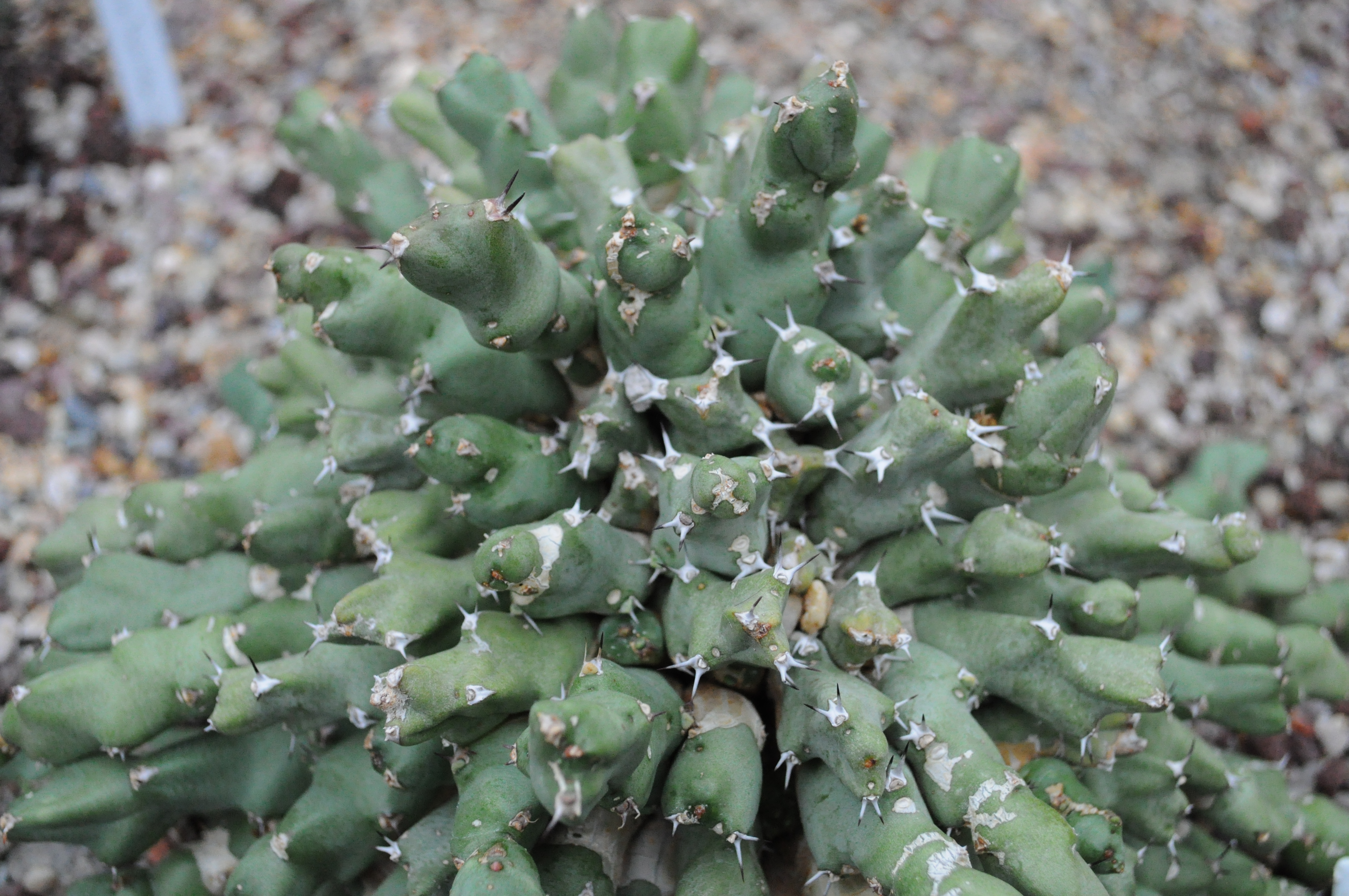
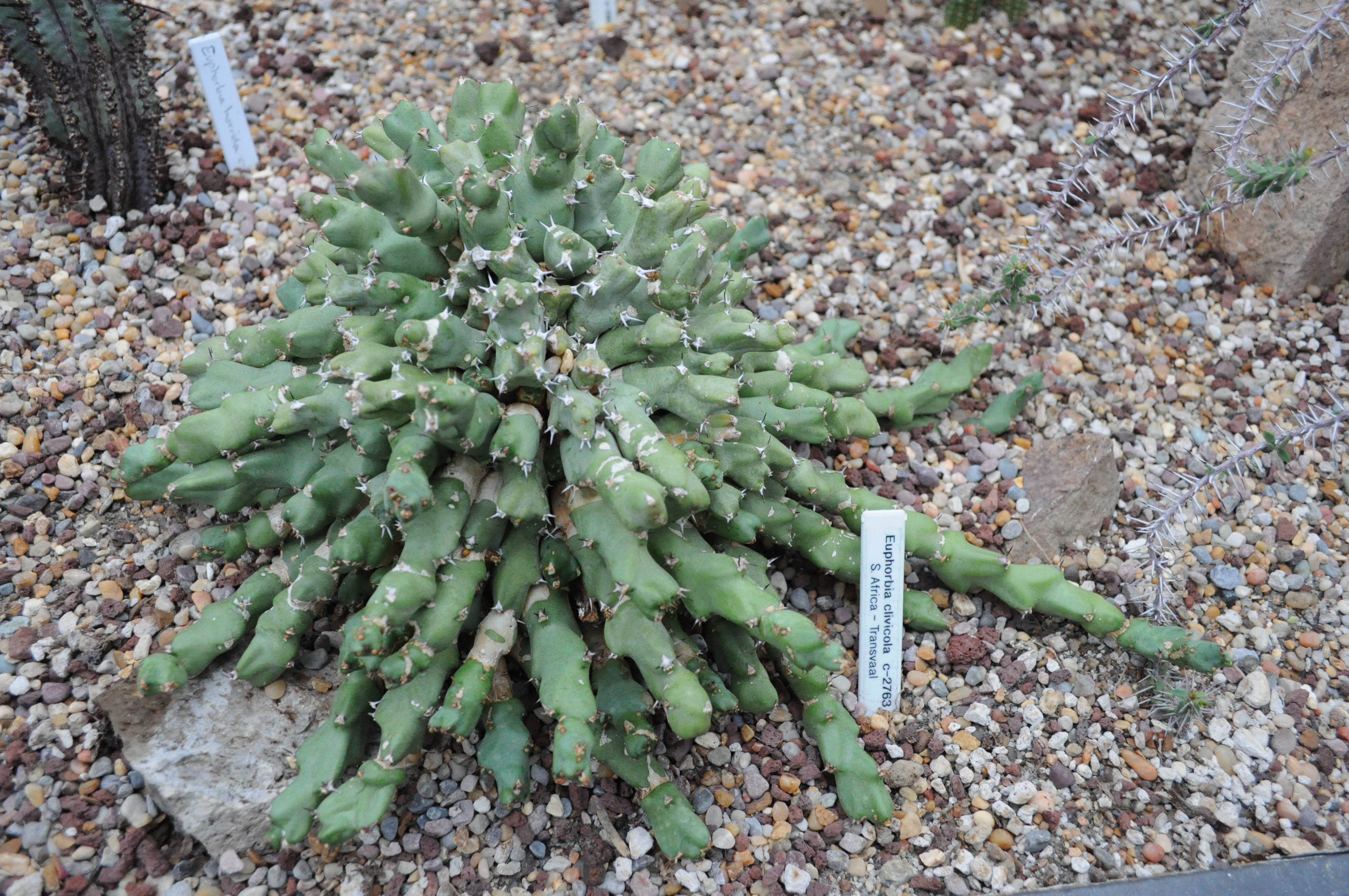